# Afraid of sunlight
Afraid of sunlight is het achtste studioalbum van Marillion. 

## Inleiding
De liedjes hebben een gezamenlijk thema, "hoogmoed komt voor de val". Het beschrijft de opkomst van artiesten, die vervolgens bekend worden, zichzelf overschatten en ten slotte ten onder gaan. In dat verband werd wel gewezen op bijvoorbeeld O.J. Simpson en de film Raging Bull. Na het conceptalbum Brave was het een stapje terug, mede onder druk van platenlabel EMI Music. Die zag na matige verkoopcijfers van dat album geen reden voor eenzelfde relatief duur project te gaan. De band wist EMI echter toch nog over te halen deze plaat uit te brengen, het zou de laatste zijn voor dat label. 
Opnamen vonden plaats via een methode die de band tijdens Brave had opgepakt. Uit sessies werden samen met muziekproducent Dave Meegan de geschiktste fragmenten gepakt om er de nummers van te maken. Het proces nam slechts drie maanden in beslag waarbij Marillion ook nog eens gebruik kon maken van het nieuwe eigen geluidsstudio The Racket Club. Na de relatief korte periode januari-maart 1995 konden de opnamen gemixt worden in de Parr Street Studio’s in Liverpool. Alhoewel alles genoteerd werd als gezamenlijk werk, bleek achteraf de meeste muziek geleverd te zijn door gitarist Steve Rothery, die in die periode ook nog eens was gevraagd iets meer afwisseling te brengen in zijn gitaarspel.

## Hoes
Het album zou oorspronkelijk gestoken worden in de hoes met op de voorkant het beeld Christus de Verlosser in Rio de Janeiro. Volgens enkele bandleden zou dat ertoe kunnen leiden dat Marillion richting de relirock opging. De foto van het beeld verhuisde naar de achterkant. Bij diverse heruitgaven werd het toch op de voorzijde gebruikt.

## Musici
- Steve Hogarth – zang, aanvullende toetsinstrumenten en percussie
- Steve Rothery – gitaren
- Pete Trewavas – basgitaar, achtergrondzang
- Mark Kelly - toetsinstrumenten
- Ian Mosley – drumstel, percussie

Met
- Barbara Lezmy – achtergrondzang op Cannibal surf babe (zij zong normaliter in Arkham)
- Wendy Paige – achtergrondzang op Cannibal surf babe
- Hannah Stobart – achtergrondzang op Beautiful
- John Lennon – stem in Gazpacho (interview met Lennon over Phil Spector)

## Muziek
Alles geschreven door Marillion en John Helmer behalve Beautiful en Beyond you door Marillion alleen.

| Nr. | Titel              | Duur |
| --- | ------------------ | ---- |
| 1.  | Gazpacho           | 7:28 |
| 2.  | Cannibal surf babe | 5:45 |
| 3.  | Beautiful          | 5:12 |
| 4.  | Afraid of sunrise  | 5:02 |
| 5.  | Out of this world  | 7:54 |
| 6.  | Afraid of sunlight | 6:50 |
| 7.  | Beyond you         | 6:11 |
| 8.  | King               | 7:03 |

### Enkele nummers
Gazpacho is openlijk gelinkt aan Raging bull, de film van Martin Scorsese over opkomst en neergang van bokser Jake LaMotta. Aan het begin is (deels) een interview met John Lennon te horen over muziekproducent Phil Spector, die eenzelfde traject als LaMotta doormaakte. Lennon imiteerde in dat gesprek Spector. Spector komt ook terug in het mono-achtige nummer Beyond you, dat verband houdt met You've Lost That Lovin' Feelin' van The Righteous Brothers en Spector. Gazpacho wordt afgesloten met de achtervolging (inclusief nieuwe helikoptergeluiden) van O.J. Simpson op de snelweg.
Cannibal surf babe (oorspronkelijk X-Ray Jangly) verwijst dan meer naar Hollywood met Venice Beach, surfen en de combinatie van die twee Beach Boys. Het nummer werd in een ruwe versie als single uitgebracht in de Verenigde Staten, maar na een geflopte Beautiful wilde de Europese EMI daar niet (meer) aan. Achteraf gezien stond het nummer snel op de banden en duurde het nog een lange tijd voordat de band dat nummer goed onder de knie kreeg. In 2019 constateerde de band dat het een geslaagd samenraapsel is The Who, Beach Boys, Motörhead The B-52's met enige Indiase invloeden en een verwijzing naar Charles Manson. De band zag dat de fans het nummer te serieus namen, terwijl Marillion zelf een licht humoristisch nummer wilde neerzetten. 
Out of this world verwijst naar het ongeluk van bootracer Donald Campbell, waar Hogarth in zijn jeugd het nieuws over had gezien. Een ander soortgelijk ongeluk in 1995 inspireerde Hogarth tot dit nummer. Het nummer zou volgens Hogarth duiker Bill Smith hebben geïnspireerd tot zijn speurtocht naar de lichamelijke resten. Toen die gevonden werd, mocht Hogarth bij de begrafenis aanwezig zijn. Volgens Hogarth was Marillion niet bekend genoeg om in de gerelateerde documentaire A British legend, The search for Bluebird (2001) genoemd te worden als aanstichter van het onderzoek.

## Nasleep
Het album had moeite de diverse albumlijsten te halen. Slechts vijf landen (voor zover bekend) noteerden Afraid of sunlight: Nederland (tien weken; hoogste plaats 8), Duitsland (8 weken, hoogste plaats 52), Engeland (3 weken, hoogste plaats 16), Finland (hoogste plaats 33) en Zweden (1 week, hoogste plaats 34).      
Marillion ging na het album op promotietournee (onder meer Rotterdam Ahoy in september 1995), waarvan opnamen deels op Made again  verschenen.
In de loop der jaren werd diverse heruitgaven uitgebracht. Het oorspronkelijk materiaal werd aangevuld met demo’s en concertopnamen. In 2019 leidde het tot de uitgifte van een “compleet” pakket van het originele album, een germixte versie door Michael Hunter, 2 live cd’s met opnamen van het concert in Rotterdam Ahoy en een Blu-raydisc met demo’s etc.